# Florí de les Índies Orientals Neerlandeses

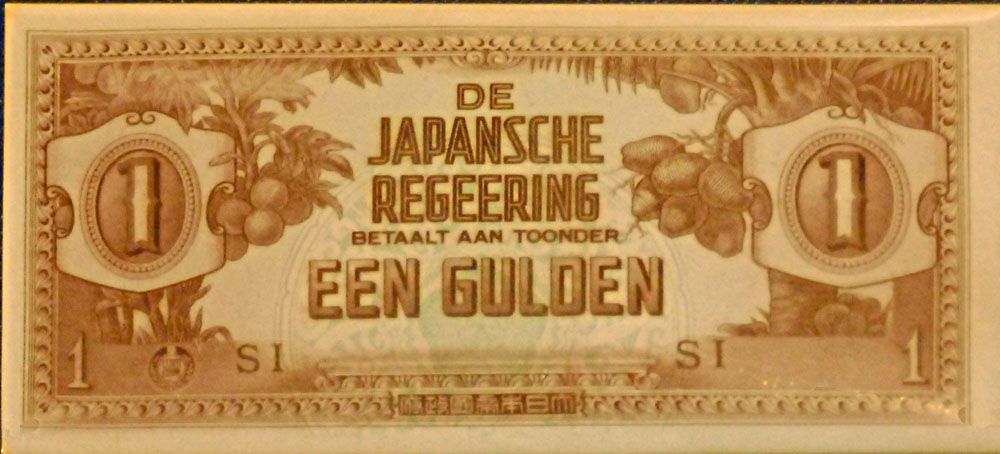
Florí durant l'ocupació japonesa

El Florí de les Índies Orientals Neerlandeses (o gulden) va ser la unitat monetaria de compte d'aquesta colònia des de 1602, sota la Companyia Neerlandesa de les Índies Orientals (neerlandès:Vereenigde Oost-Indische Compagnie; COV) i que en l'actualitat forma part de la República d'Indonèsia.
En 1942, els japonesos van envair reeixidament amb la seva força naval les Índies, creant la seva pròpia versió dels florins, en denominacions d'1, 5 i 10 centaus; i ½, 1, 5 i 10 florins.
En 1944 els japonesos havien decidit que generar un nacionalisme asiàtic col·lectiu seria la clau per mantenir el control i, per tant, es va substituir al florí per la Rupia les Índies Neerlandeses. Encara que després de la derrota del Japó en la Segona Guerra Mundial es va tornar a introduir una nova moneda, en aquest cas va ser la rupia indonèsia.

## Monedes
Les monedes emeses per a la circulació en aquesta colònia posseïen les següents denominacions:

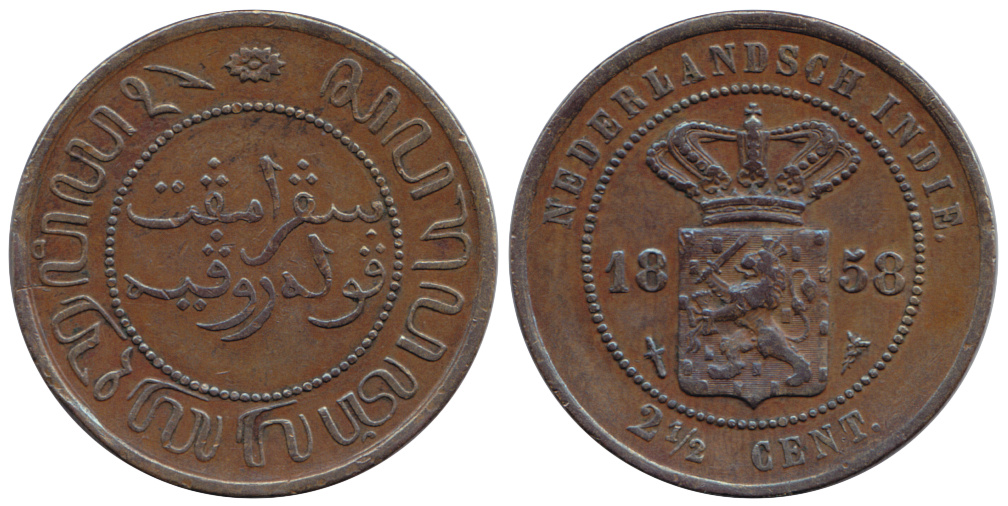
2½ Cent, 1858.

| Denominació |
| ----------- |
| ½ Cent      |
| 1 Cent      |
| 2½ Cent     |
| 5 Cent      |
| 1/10 Gulden |
| 1/4 Gulden  |
| ½ Gulden    |
| 1 Gulden    |

## Bitllets
Després de 1912 les Índies Holandeses van adoptar el patró oro per valuar la seva moneda. Els bitllets en circulació eren els següents: ½, 1, 2½, 5, 10, 25, 50 i 100 florins.